# Доманицький Василь Миколайович
Васи́ль Микола́йович Домани́цький (нар. 17 (29) березня 1877 р., с. Колоди́сте (на Черкащині, тогочасна Київська губернія) — 28 серпня (10 вересня) 1910 р., Аркашон (Французька республіка), похований у с. Колоди́стому) — український літературознавець, письменник, історик, фольклорист, публіцист, громадсько-політичний діяч, кооператор. Псевдоніми — Василь Вітер, Звенигородец, Колодянин, В. Колодянський, Василь Потребитель; криптоніми: В. Д., Д., В.Д-ий, В. Д-кий, В. Дом., В. Доман., В. Вітер, Василь Вітер, Звенигородець, Колодянин, В. Колодянський, Василь Потребитель, W. D.. Старший брат Віктора і Платона Доманицьких.
Постійний співробітник «Киевской Старины», «Літературно-наукового вісника», «Нової громади», «Записок НТШ», газет «Громадська думка», «Рада», фактичний редактор органу Української парламентської фракції у Другій Державній думі «Рідна справа — Думські вісті». Співзасновник видавництва «Вік», учень Володимира Антоновича.
Редактор першого повного «Кобзаря» Тараса Шевченка (1907, 2-ге вид. — 1908, 3-тє — 1910), автор багатьох праць з історії України, редактор «Історії України-Русі» Миколи Аркаса. Організатор кооперації на Київщині та автор низки брошур з питань кооперації.

## Життєпис

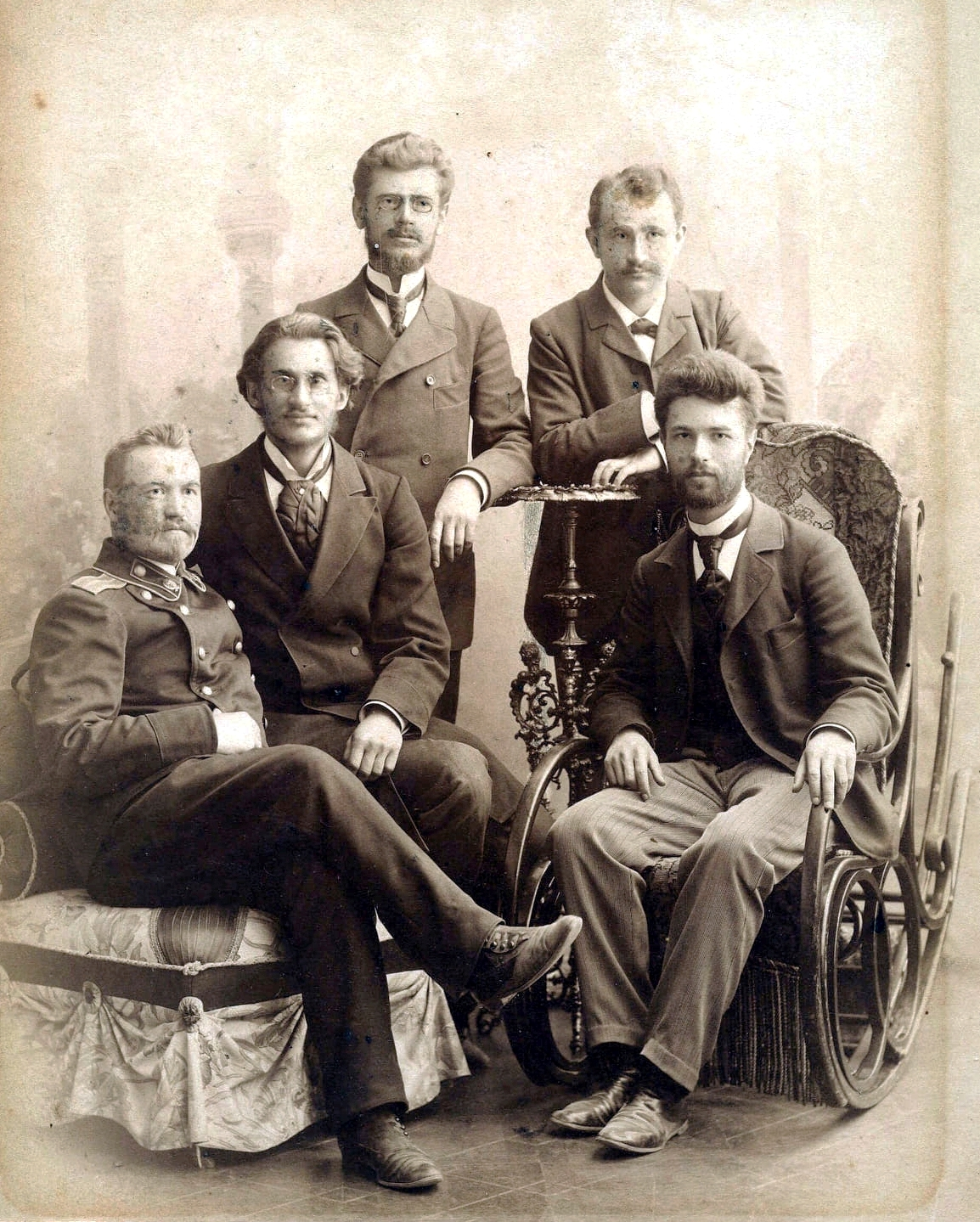
Світлина гурту «віківців». Сидять (зліва направо): О. Лотоцький, В. Доманицький, С. Єфремов. Стоять: Ф. Матушевський, В. Дурдуківський. Київ, початок 1900-х рр.

Народився 7 (19) березня 1877 р. у с. Колодисте на Черкащині в родині священика. Родина Доманицьких мала давнє шляхетське походження та належала до гербу Любич.
Навчався у гімназії в Києві. У 1900 році закінчив історико-філологічний факультет Київського університету під проводом Володимира Антоновича. Деякий час учителював в одній із київських гімназій, був одним із організаторів видавництва «Вік». Працював у редакціях газет «Нова громада», «Громадська думка».

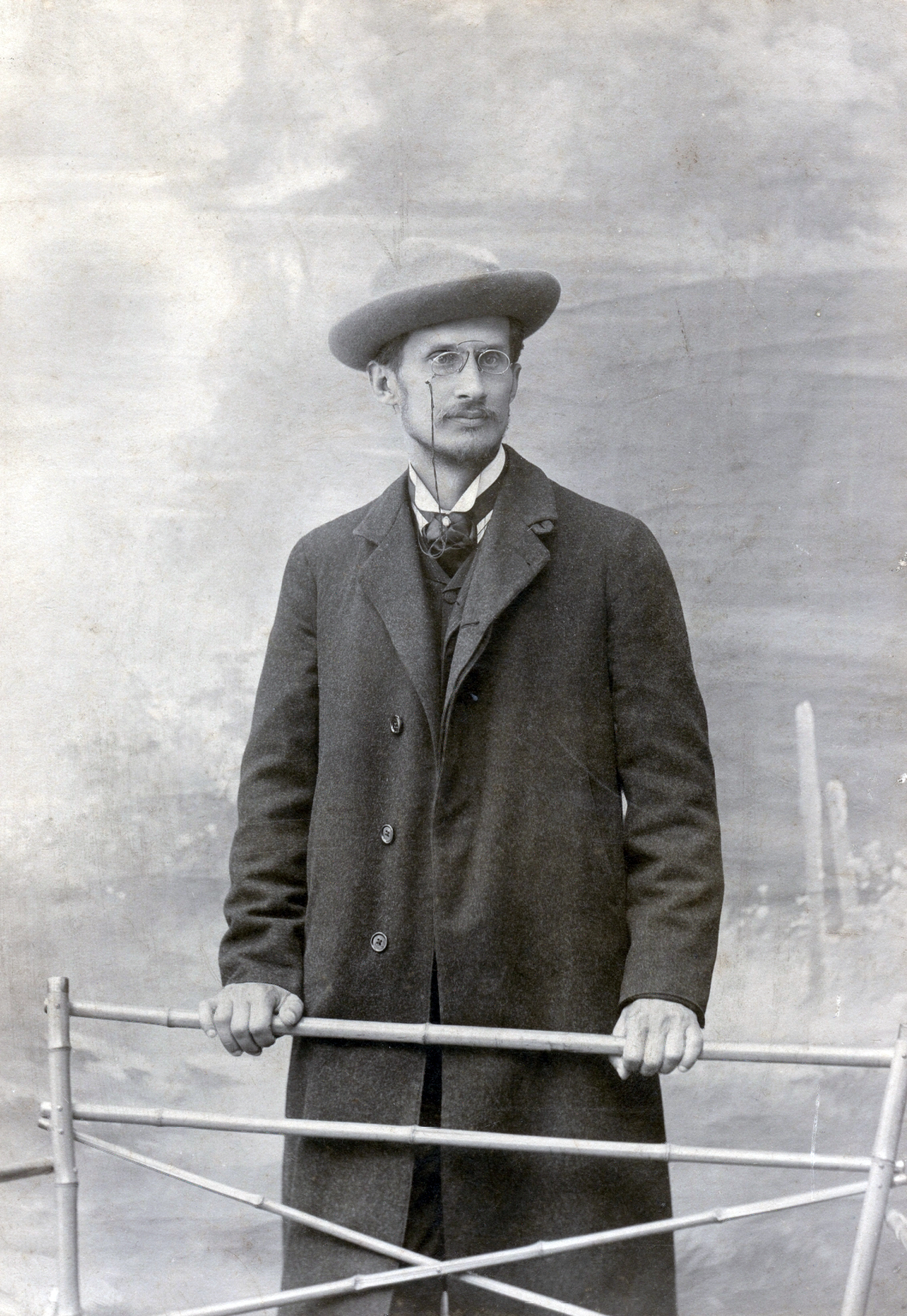
Василь Доманицький, червень 1906 р.

У 1905 за інціативи В. М. Доманицького та інших була утворена Всеукраїнська учительська спілка (ВУУС) — професійна українська організація вчителів і діячів народної освіти. Був членом Київської «Просвіти» з 1906 року.
За активну діяльність був відісланий на північ: у 1907 р. переїхав до Петербурга, де видав «Кобзар», працював над першим виданням «Історії України» Аркаса, збирав матеріали до монографії Марії Маркович, довівши авторство письменниці під псевдонімом Марко Вовчок.
Домігся дозволу поїхати на лікування: у 1908 р. емігрував до Царства Польського. Продовжив журналістську діяльність у м. Закопане.
| «Доманицький як чоловік визначався правим характером, тихою вдачею і хоть сам хорий, появою своєю будив охоту до життя й до праці. Як учений будив великі надії не тільки силою думки, але й основним науковим підготовленням. Як популярний письменник може рівнатися з найлучшими не тільки в нас, але й за границею, як видавець був прямо незрівняним.[1] |(Богдан Лепкий)
Помер 28 серпня (10 вересня) 1910 р. у м. Аркашон (Французька республіка), лікуючи хворі легені. Похований у рідному селі.

## Творчість
Автор праць «Піонер української етнографії (Зоріан Доленга-Ходаковський)» (1904), «Критичний розслід над творами „Кобзаря“ Шевченка» (1906), «Друкарська справа у Малоросії на початку ХІХ ст.» (1900), «Життя Тараса Шевченка» (1918) та багатьох інших.
Окремі видання:
- Доманицький В. Критичний розслід над текстом «Кобзаря» Шевченка / Упоряд. та автор післямови В. Т. Поліщук. Репринт. відтворення вид. 1907 р. — Черкаси: Вертикаль, 2008. — 384 с.
- Доманицький В. Козаччина на переломі XVI—XVII в. (1591—1603). — Львів: Накладом Т-ва ім. Шевченка, 1905. — 171 с.
- Доманицький В. Лист до М. Коцюбинського // Листи до Михайла Коцюбинського / Упорядк. та комент. В. Мазного. — Ніжин, 2002. — Т. ІІ. — С. 161—162.
- Доманицький В. Словарик пояснення чужих та не дуже зрозумілих слів [Архівовано 10 серпня 2020 у Wayback Machine.]. — Київ, 1906.

## Вшанування пам'яті
- 19 березня 2017 року на державному рівні в Україні відзначалась пам'ятна дата — 140 років з дня народження Василя Доманицького (1877—1910), філолога, історика, фольклориста та бібліографа.[5]
- 8 грудня 2022 року Київська міська рада перейменувала на честь Василя Доманицького вулицю генерала Потапова в Святошинському районі міста Києва.[6]
- 22 грудня 2022 року Черкаська міська рада перейменувала провулок Енергетичний на провулок Василя Доманицького у м. Черкаси